# Britt-Inger Bergström
Britt-Inger Bergström, född 27 december 1953 i Sköllersta, är en svensk före detta skådespelare och jazzsångerska. Hon är framförallt känd för sin roll som Måna Flinck i TV-serien Pappa Pellerins dotter från 1974. Bergström medverkade även på skivan Vieux Carré med Britt-Inger Bergström tillsammans med jazzgruppen Vieux Carré.

## Priser och utmärkelser
- 1972 - Louis Armstrong-stipendiet[3]